# چلوکباب

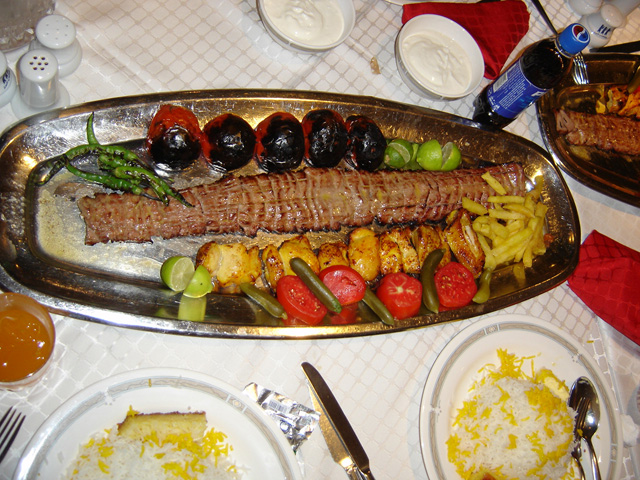

چلوکباب یکی از اصیل‌ترین و از معروف‌ترین غذاهای ایرانی است. این خوراک متشکل از چلو کره و کباب است که با سماق و گوجه و برنج و کره یا نان مصرف می‌شود.

## ادویه چلوکباب
سماق قرمز یا سماق قهوه ای.
(فرق این سماق‌ها، سماق قرمز رنگ دهنده ست و ترشی کمی دارد
و سماق قهوه‌ای رنگ دهنده نیست ولی خیلی ترش‌تر است)
پس نسبت به ذائقه خودتان یکی رو انتخاب کنید. دلیل استفاده از سماق بر روی کباب اینست که وقتی گوشت کباب شود کمی مواد سمی در گوشت تولید شده و سماق این سم را از بین می‌برد.
شاید امروزه همه ما کباب سلطانی را، یک کباب کاملاً ایرانی بدانیم اما شاید برایتان جالب باشد که دستور پخت این کباب در زمان ناصرالدین شاه از سرزمین‌های قفقاز وارد ایران شده است. دلیل این نام گذاری این است که این نوع کباب، به دلیل فرآوری دشوارتر و همین‌طور گران بودن تا مدت‌ها تنها در مطبخ شاه و درباریان تهیه می‌شده و بعدها با رواج رستوران‌ها کم‌کم وارد منوی غذایی عموم مردم شده است. از طرفی دیگر همان‌طور که از اسم آن پیداست، کباب بختیاری اصالتی ایرانی داشته و آن هم بالاخص برای مهمانان خاص سرو می‌شده است. در ادامه به تفاوت این دو نوع کباب می‌پردازیم.

## تاریخچه

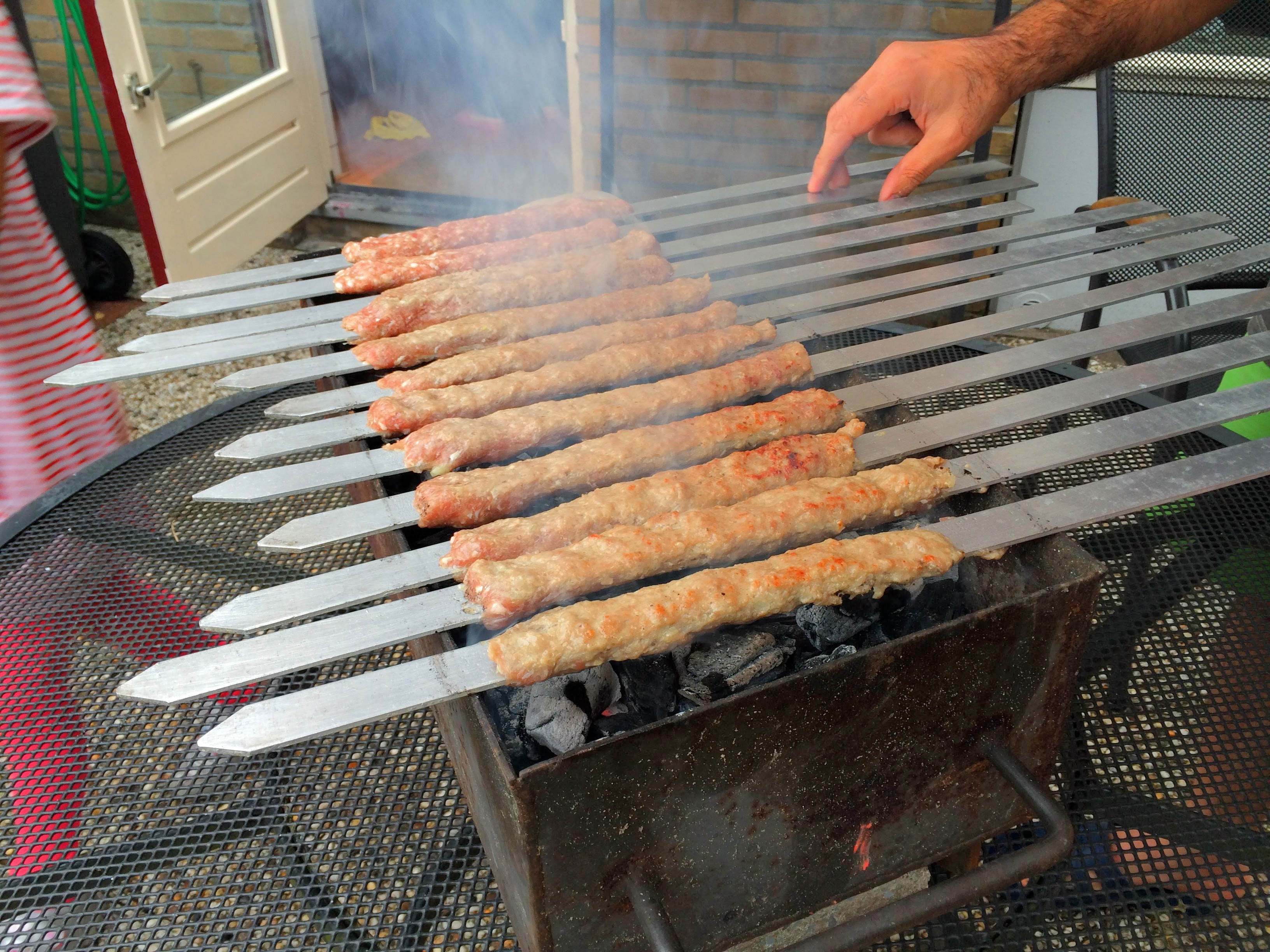
کباب ایرانی بریانی در ایران

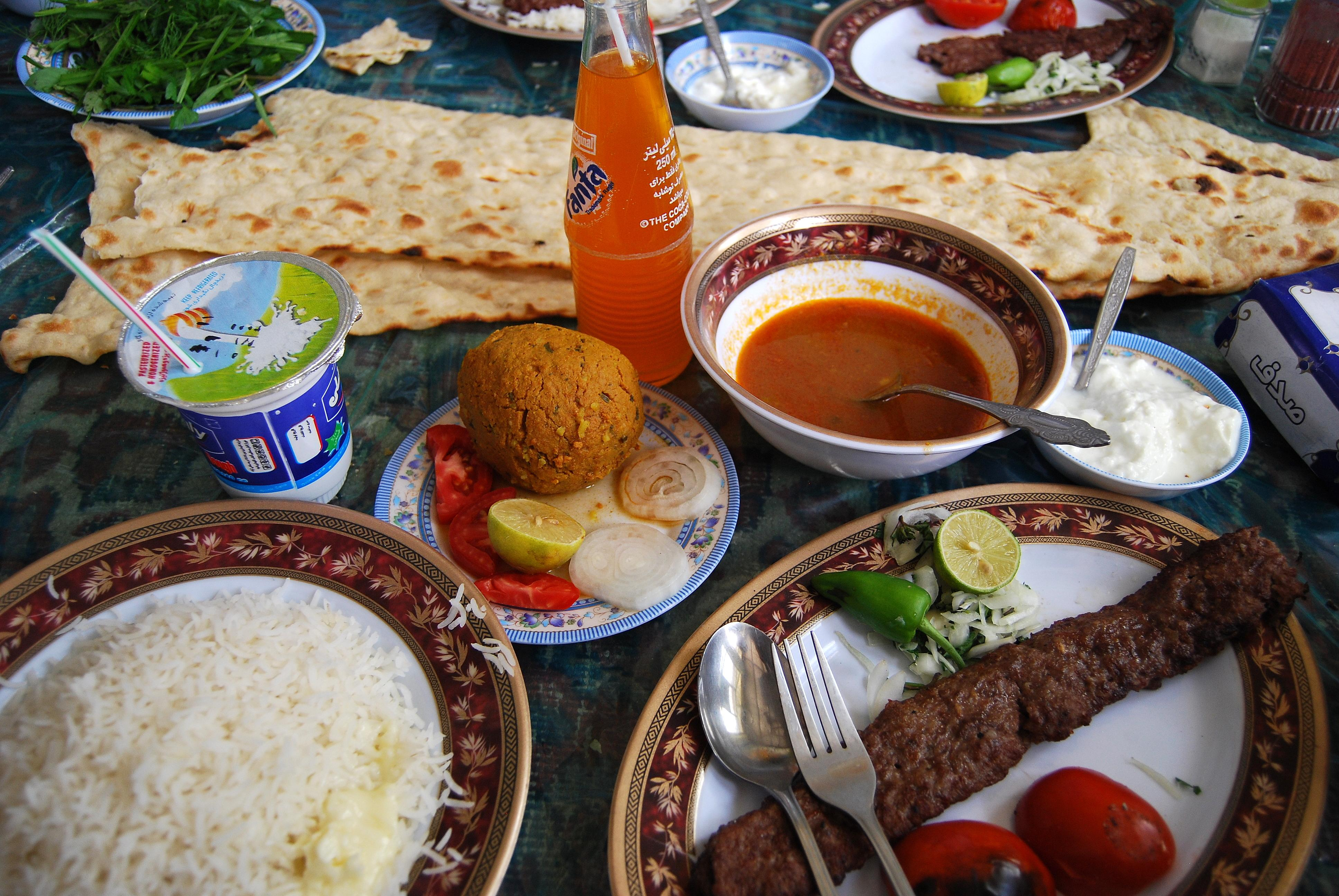
کوفته تبریزی و کباب بناب

مورخانی که در دوره صفویه از ایران بازدید کرده‌اند، مستقیماً نامی از چلوکباب به عنوان یک خوراک ملی نبرده‌اند. یک سیاح اروپایی که در عصر شاه عباس مدتی در اصفهان به سر برده گفته است:
غذای متداول ایرانیان که همیشه باید بر سر سفره‌شان باشد و قبل از هرچیز دیگری می‌خورند، برنج است که آن را پلو می‌نامند و معمولاً با گوشت گوسفند سرو می‌شود… که ایرانیان معمولاً با کارد گوشت را به تکه‌های کوچکتری تکه می‌کردند.
سیاح دیگری در دوره آغا محمدخان نیز از «کباب‌هایی که از گوشت بره و مرغ و گوسفند» ترتیب داده شده سخن گفته است. با این‌حال اختراع خوراک مستقلی به نام چلوکباب را به ناصرالدین‌شاه هم نسبت می‌دهند. اعتمادالسطنه نیز در نوشته‌هایش تصریح کرده است که نخستین چلوکبابی در ایران نامش «چلوکبابی نایب» بود که در بازار قدیم تهران فعالیتش را آغاز کرد و شبیه رستوران‌های آن روزگار اروپاییان به مردم خوراک می‌داد، اما اسناد معتبر دیگری نیز وجود دارد که نشان می‌دهند، نخستین چلوکبابی در تبریز و نزدیک مرز قفقاز تأسیس شده بود و براساس مطالبی که در کتاب «تاریخ قاجار» توسط محمدرضا معتمدالکتاب آمده است، به دستور شخص ناصرالدین‌شاه کباب‌های قفقازی به سیخ کشیده شده‌اند و به شکل امروزی تغییر کرده‌اند و پیش از کباب‌های به سیخ کشیده‌شده ایران، شیوه استفاده از کباب‌ها، شبیه کباب‌های قفقازی رایج بوده است. همچنین، یکی از نخستین چلوکبابی تهران که زنان نیز به همراه خانواده حق حضور در آن را یافتند، چلوکبابی عباس شمرونی (بعدها چلوکبابی فرد شمیرانی) واقع در میدان امین‌السلطان بود.

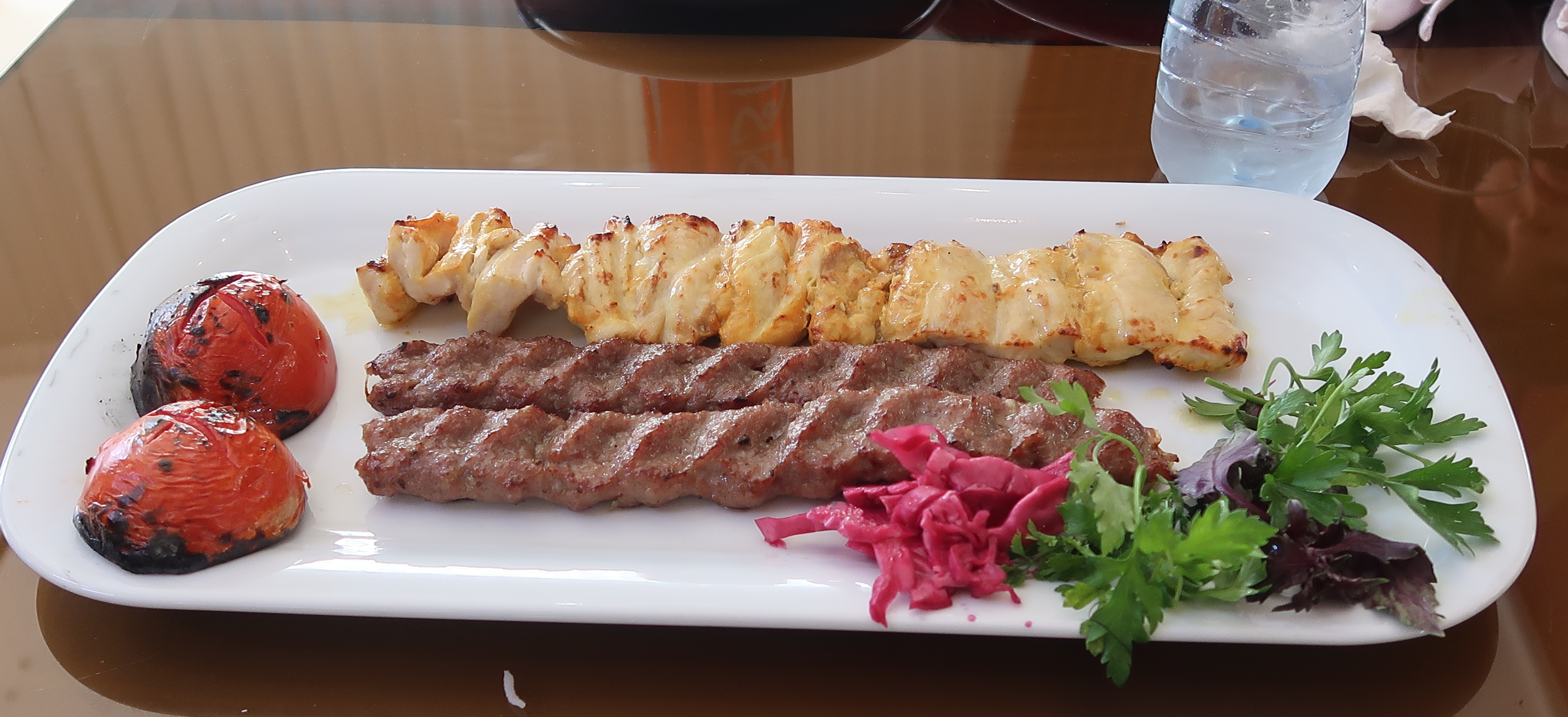
کباب ایرانی کباب گوشت و مرغ

## منو و قیمت

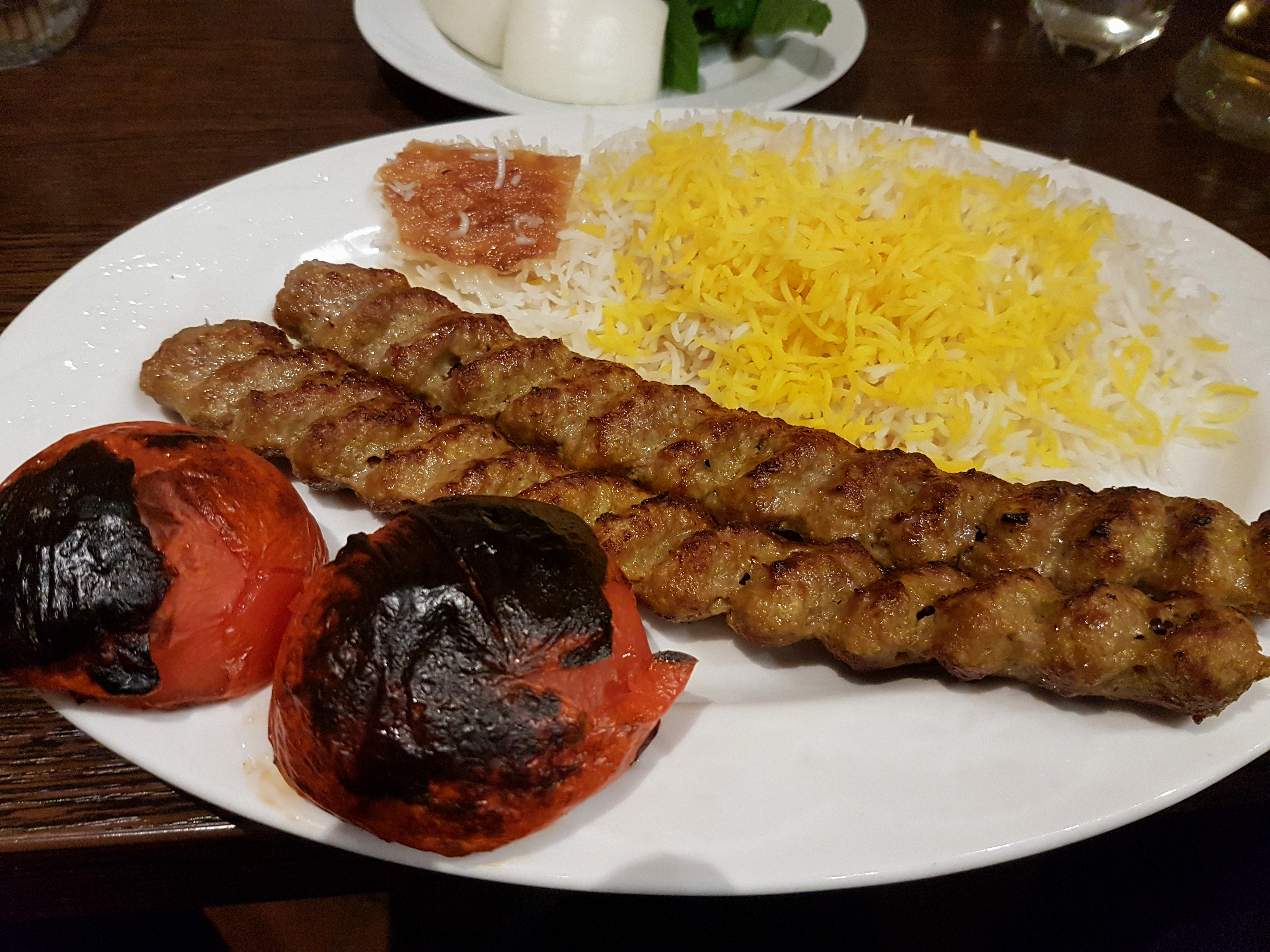
چلو کباب سلطانی

واحد شمارش چلوکباب «پُرس» است. یک پرس چلوکباب معمولاً به یک بشقاب پر از چلو، کباب برگ (یک سیخ) یا کوبیده (دو سیخ) گفته می‌شود که همراه با گوجه فرنگی کباب شده، سماق، پیاز و نوشیدنی (معمولا دوغ) سرو می‌شود.
 قیمت یک پرس چلوکباب کامل در زمان ناصرالدین‌شاه ۳ قران، در زمان احمد شاه ۴ تا ۵ ریال و در زمان محمدرضاشاه تا ۶۰ ریال بود.
جعفر شهری پژوهشگر و مورخ تاریخ تهران، در کتاب «تاریخ قدیم تهران» دربارهٔ قیمت چلوکباب در قدیم یادآور شده که در سال ۱۲۹۵ «عبدالله بهرامی» معاون اداره امنیه تهران (پلیس امروزی) بیشترین مبلغی را که برای هر وعده چلوکباب پرداخت می‌کرده است، ۴ تا ۵ ریال و در سال ۱۳۲۰ نیز نرخ چلوکباب برای کارکنان روزنامه اطلاعات ۵ ریال بود که شامل کباب برگ بزرگ، کره، ۳۳۰ گرم برنج، پیاز، نان و سماق بوده است و در همان زمان برای کارکنان روزنامه اطلاعات در خیابان خیام تهران، چلوکباب کوبیده پرسی ۴ ریال می‌آورده‌اند.
براساس گزارش‌های متعددی در نشریات قدیمی ازجمله روزنامه‌های کیهان و اطلاعات؛ حوالی سال‌های ۱۳۳۰ تا ۱۳۳۵، یک سیخ کباب کوبیده در تهران، ۵/۳ ریال قیمت داشت، اما در شهرهای دیگر ایران، دو سیخ کباب همراه با نان و گوجه‌فرنگی ۸ ریال بفروش می‌رسید و در صورت سفارش لیموناد یا نوشابه ۴–۲ ریال دیگر نیز به آن اضافه می‌شد که جمعاً ۱۰ تا ۱۲ ریال قیمت تمام‌شده آن بود و فرد با پرداخت ۱۲ ریال می‌توانست یک پرس خوراک کامل بخورد. در سال ۱۳۵۲ قیمت چلوکباب برگ همراه با کره و گوجه‌فرنگی کباب‌شده و پیاز و سماق مبلغ ۶۰ ریال بود و اغلب افرادی که شاغل بودند و نمی‌توانستند به منزل برگردند، چلوکباب می‌خوردند. دانشجویان که درآمد بهتری داشتند، معمولاً جوجه‌کباب سفارش می‌دادند که قیمت آن ۱۲۰ریال بود.
قیمت یک پرس چلوکباب در جنوب تهران، گاهی از این هم کمتر بوده است. به عنوان مثال «جعفر نداف» میدان‌دار قدیمی در میدان تره‌بار قدیمی شوش در بهار ۱۳۵۶ به خبرنگار روزنامه اطلاعات گفته است: «زحمت بارکش‌های میدان زیاد است، اما چلوکباب ۲ تومانی سر ظهر، خستگی آن‌ها را درمی‌آورد.»

## چلوکباب و حوادث تاریخی

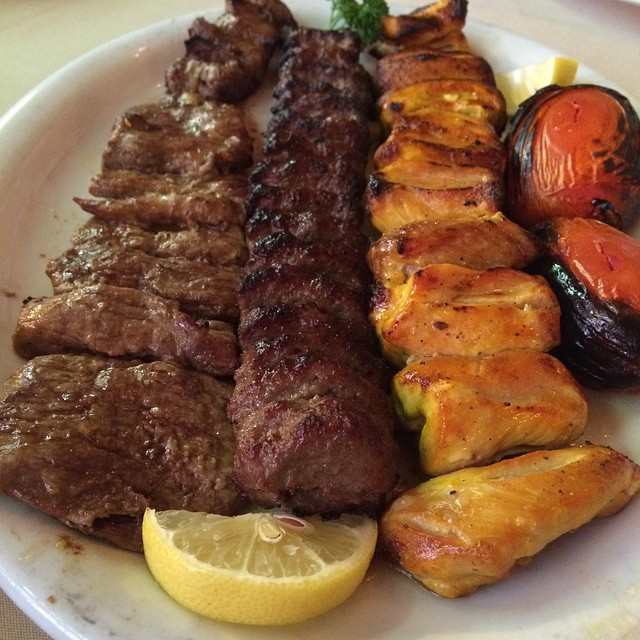
برگ، کوبیده و جوجه

از گذشته تاکنون، یکی از معروف‌ترین چلوکبابی‌های تهران، چلوکباب شمشیری نام داشت که مالک او حاج‌حسن شمشیری بود. شعبه اصلی آن از دوران قدیم در قسمت شرقی سبزه‌میدان تهران (خیابان بوذرجمهری قدیم) قرار داشت و فعالیتش را از زمان رضاشاه آغاز کرده بود. حاج‌حسن شمشیری از یاران وفادار و حامیان نهضت ملی شدن صنعت نفت ایران توسط دکتر محمد مصدق بود و در آن روزگار (۱۳۲۰) با پرداخت مبلغ یک میلیون ریال (۱۰۰ هزار تومان) که در آن زمان مبلغ زیادی محسوب می‌شد، اوراق قرضه حمایت از ملی شدن صنعت نفت را خریداری کرد و پس از کودتای ۲۸ مرداد نیز دستگیر و روانه زندان و به جزیره خارگ تبعید شد. هم‌زندانی او در خارگ که نامش «کریم کشاورز» بود در خاطرات شخصی‌اش نوشته است که حاج حسن شمشیری متعهد شده بود که بهترین کباب کوبیده و برگ را به هم سلولهایش بدهد که متأسفانه این شانس را نداشت به این گفته‌اش جامه عمل بپوشاند.
دربارهٔ چلوکباب و تأثیر آن در سیاست در تاریخ مطالب گوناگونی یافت می‌شود. در سال ۱۳۲۴ هنگامیکه قیمت «قند وارداتی» از روسیه به دلیل جنگ روسیه و ژاپن بالا رفت، احمدخان علاءالدوله (حاکم تهران و نسقچی مشهور دربار قاجاریه)، «هاشم قندی» و «اسماعیل خان» را احضار کرد و دستور داد آنان را شلاق بزنند، چراکه ایندو که جزء تجار و واردکنندگان قند به ایران بودند، قیمت آن را بالا برده بودند. هنگامیکه می‌خواستند حکم شلاق را اجرا کنند، پسر هاشم قندی پیش علاءالدوله آمد و خواست تا او را به جای پدرش شلاق بزنند و علاءالدوله دستور داد تا او را هم ۵۰۰ ضربه شلاق بزنند. وقتی که زمانِ نهار خوردن فرا رسید، علاءالدوله بلافاصله دستور توقف شلاق زدن را داد و به سه متهم گفت: «هنگام شلاق زدن باید شلاق بخورید و هنگام ناهار باید ناهار بخورید و الان چون چلوکباب حاضر است پس باید چلوکباب بخوریم و بعد از خوراک بقیه شلاقها را باید بخورید».

## تاریخچه چلوکباب در خارج ایران
«جواد فریفته»، آشپز مخصوص احمد شاه، هنگامی که حدود ۹۰ سال قبل در پاریس اقامت گزید، نخستین کسی بود که یک چلوکبابی ایرانی را در خارج از کشور دایر نمود که نام آن را «فریفته» گذاشت. همچنین «احمدخان» از ایرانیانی که در آلمان زندگی می‌کردند، در زمان حکومت آدولف هیتلر، یک چلوکبابی تأسیس کرد که نامش را «هیتلر» نهاد و تنها به طرفداران هیتلر و حزب او، خدمات می‌داد.

## انواع
چلوکباب به مجموعه چلو و هریک از کباب‌های زیر گفته می‌شود:
- کباب برگ - از گوشت فیله و راسته بره با شمایلی استاندارد و قطعاتی منظم.
- کباب کوبیده - نوع چرخ شده برگ و ترکیب شده با تخم مرغ وپیاز چرخ شده و جوش شیرین در سیخهائی پهن‌تر.
- کباب کنجه یا کباب چنجه - مشابه برگ ولی دیگر قطعاتی منظم ندارد.
- شیشلیک - تکه‌های دنده که بصورتی منظم در سیخ قرار می‌گیرند.
- کباب سلطانی - ترکیبی از یک سیخ کوبیده و یک سیخ برگ.

در ایتالیا پیتزایی با عنوان پیتزا چلوکباب ارائه می‌گردد.